# Правила белорусской орфографии и пунктуации (2008)
Правила белорусской орфографии и пунктуации (бел. Правілы беларускай арфаграфіі і пунктуацыі) — свод правил белорусского языка, утверждённых Законом «О правилах белорусской орфографии и пунктуации» от 23 июля 2008 года (вступил в силу 1 сентября 2010 года). До этого последний раз правила белорусского языка официально утверждались постановлением Совета министров БССР в 1957 году (свод правил был опубликован в 1959 году).

## История
В 1993 году была создана государственная комиссия по уточнению правил белорусского языка, работа которой была прекращена в 1994 году. Во второй половине 1990-х годов проблемой уточнения правил занимался коллектив учёных-филологов Академии наук во главе с академиком А. И. Подлужным (1935—2005), занимавшимся этим вопросом с 1960-х годов. В 2003 году законченный проект новых правил был передан на рассмотрение в Администрацию президента и впоследствии стал основой нового закона.

## Основные изменения
Главными отличиями в правилах белорусского языка 2008 года от правил 1957—1959 годов являются:
- Расширен принцип передачи аканья в словах иноязычного происхождения (например, «адажыа», «трыа», «сальфеджыа» вместо написания этих слов с «о» на конце, «Токіа» вместо «Токіо» и др.).
- В словах иноязычного происхождения, кроме имён собственных, концы основ -эр и -эль заменяются на -ар и -аль (например, «камп’ютар» вместо «камп’ютэр», «пэйджар» вместо «пэйджэр»).
- Написание буквы «я» вместо «е» в словах «дзявяты», «дзясяты», «сямнаццаць» и «васямнаццаць» и производных от них числительных (до введения новых правил писалось «дзевяты», «дзесяты», «семнаццаць» и «васемнаццаць»).
- Написание буквы а вместо о в сложносокращённых словах, например «гаркам» вместо «гарком», «газпрам» вместо «газпром» и т. д.
- Расширение написания «э» вместо «е» в соответствии с фонетическим принципом (например, «экзэмпляр» вместо «экземпляр», «тунэль» вместо «тунель» и др.
- Унификация написания прилагательных на «-скі», образованных от имён собственных, все они пишутся без смягчения (например, если согласно старым правилам писалось «чаньчуньскі» и «цяньшаньскі» с мягким знаком перед «-ск», а «любанскі» и «астраханскі» — без мягкого знака, то по новым правилам все они пишутся без мягкого знака).
- Расширение написания у краткого («ў») на слова иноязычного происхождения (например «па ўніверсітэту» вместо «па універсітэту», «гэта ўнікальная распрацоўка» вместо «гэта унікальная распрацоўка»).
- Упорядочение написания прописной и строчной букв в названиях органов власти, организаций, титулов, званий, должностей. С большой буквы пишутся «Савет Міністраў Рэспублікі Беларусь», «Канстытуцыйны Суд Рэспублікі Беларусь», «Кіраўнік Адміністрацыі Прэзідэнта Рэспублікі Беларусь» и др.
- Написание буквы «ё» вместо сочетания букв «йо» в начале и середине иноязычных слов (например, Нью-Ёрк вместо Нью-Йорк).
- Упрощение правил переноса (при наличии сочетания согласных в середине слова, перенос может осуществляться в любом месте: правила 1959 года допускали перенос «ся-стра», «сяс-тра» и «сяст-ра», но только «рас-крыць», «двац-цаць», «сол-лю»; правила 2008 года также допускают перенос «ра-скрыць», «раск-рыць», «два-ццаць», «со-ллю»).

Законом устанавливался 2-летний переходный период, в течение которого старые и новые правила функционировали параллельно, однако уже с 2010 года произошёл окончательный переход к новым правилам.